# Чемпионат мира по современному пятиборью 1974
XX Чемпионат мира по современному пятиборью среди мужчин прошел с 31 августа по 4 сентября 1974 года в Москве, СССР. Впервые в Советском Союзе чемпионат мира по современному пятиборью состоялся в 1961 году. Участие в чемпионате приняли 52 спортсмена из 18 стран. Одновременно проводилось Первенство мира среди юниоров, в котором соревновались 58 спортсменов.
Советская команда выступала в следующем составе:
- Павел Леднев
- Владимир Шмелев
- Борис Онищенко

Руководителем команды был Олег Игнатьевич Чувилин.

## Верховая езда

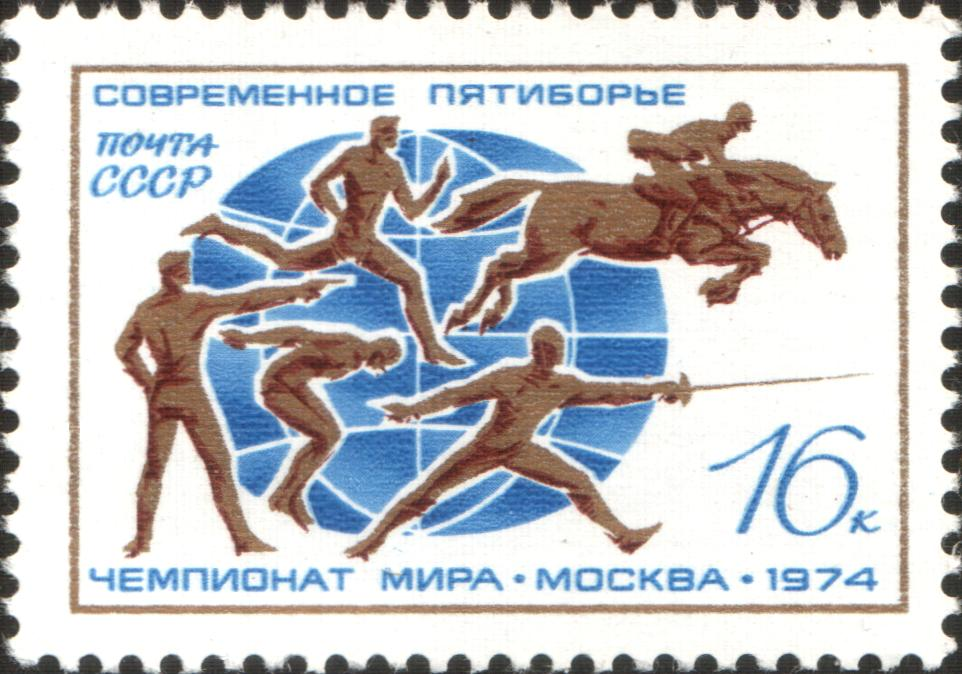
Марка СССР, 1974 г.

Соревнование прошло 31 августа 1974 года.                                                                                                                                                                                                                                      

### Личное первенство
1. Петер Риджуэй  Австралия - 1100 очков
2. Ленарт Петерсон  Швеция - 1098 очков
3. Леднёв Павел  СССР - 1068 очков
4. Шмелёв Владимир  СССР - 1068 очков

#### Командное первенство
1.  СССР
2.  Румыния
3.  Франция
4.  Швеция
5.  Болгария
6.  Италия

## Фехтование
Соревнование прошло 1 сентября 1974 года.

### Личное первенство
1. Онищенко Борис  СССР - 1063 очков
2. Леднёв Павел  СССР - 1021 очков
3. Жигмонд Виланьи  Венгрия - 1021 очков
4. Таде Хайнер  Германия - 1021 очков
5. Тибор Марачко  Венгрия - 1000 очков
6. Томаш Канчал  Венгрия - 979 очков 

## Стрельба
Соревнование прошло 2 сентября 1974 года.
1. Вернер  Германия - - 196 (1044 оч.)
2. Николов  Болгария - 196 (1044 оч.)
3. Кепке  Германия - 195 (1022 оч.)
4. Братанов  Болгария - 194 (1000 оч.) 

## Плавание
Соревнование прошло 3 сентября 1974 года в 50 метровый бассейне на стадионе "Лужники".

### Дистанция 300 м вольный стиль
Положение после 4 видов. Личное первенство.
1. Леднёв Павел  СССР - 4147 очков
2. Онищенко Борис  СССР - 4099 очков
3. Д. Фицджеральд  США  - 4066 очков
4. Шмелёв Владимир  СССР - 4014 очков  

## Бег
Соревнования прошли 4 сентября 1974 года на стадионе "Лужники".

## Итоговые результаты
| Дисциплина           | Золото                                                 | Серебро                                                   | Бронза                                     |
| Индивидуальный зачет | СССР · Павел Леднев                                    | СССР · Владимир Шмелев                                    | СССР · Борис Онищенко                      |
| Командный зачет      | СССР · Павел Леднев · Владимир Шмелев · Борис Онищенко | Венгрия · Тамаш Канчал · Тибор Марачко · Жигмонд Вилланьи | Румыния · Д. Спырля · А. Ковач · К. Кэлина |

### Индивидуальный зачёт
| 1 | Леднёв Павел    | СССР           | 5302 |
| 2 | Шмелёв Владимир | СССР           | 5209 |
| 3 | Онищенко Борис  | СССР           | 5150 |
| 4 | Тибор Марачко   | Венгрия        | 5118 |
| 5 | Тамаш Канчал    | Венгрия        | 5102 |
| 6 | Д. Фокс         | Великобритания | 4875 |
| 8 | Д. Фицджеральд  | США            | 4875 |

### Командный зачёт
| 1 | СССР     | 15 673 |
| 2 | Венгрия  | 15 188 |
| 3 | Румыния  | 14 456 |
| 4 | ФРГ      | 14 449 |
| 5 | Болгария | 14 331 |
| 6 | Франция  | 14 206 |